# Earl Wild
Earl Wild (ur. 26 listopada 1915, zm. 23 stycznia 2010) – amerykański pianista jazzowy i klasyczny.
Royland Earl Wild urodził  się w Pittsburgh, Pennsylvania, w 1915. Wild od najmłodszych lat studiował u najwybitniejszych muzyków najpierw u Selmara Jansona w Carnegie Institute of Technology, następnie z Marguerite Long, Egon Petri, i Helene Barere.
Wild był wielokrotnie zapraszany przez prezydentów stanów zjednoczonych do Białego Domu na koncerty.
W 1942, Arturo Toscanini zaproponował mu zagranie Błękitnej Rapsodii Georga Gershwina, co przyniosło mu wielki sukces na estradzie. W czasie ll Wojny światowej służył w marynarce wojennej jako muzyk. Kilka lat po wojnie przeniósł się do nowo powstałej American Broadcasting Company jako pianista, dyrygent i kompozytor do 1968 roku. W 1986 Wild zyskał podwójną sławę szczególnie z wykonania koncertów fortepianowych Liszta.
Earl Wild zmarł na niewydolność serca 23 stycznia 2010 w wieku 94 lat.